# 대중의 봉기
대중의 봉기(스페인어: La rebelión de las masas)는 1930년 현대 스페인의 생철학자 호세 오르테가 이 가세트의 문화철학상 주저로서 대중사회론의 개척자라고도 할 수 있는 이 책에 의해 그의 명성은 세계적인 것이 되었다. 오르테가에 의하면 평균인 대중(平均人大衆)에 의해 지배되고 있는 것이 현대사회의 특징이지만, 원래 비속하고 나태한 대중은 조리있는 교섭에 의해 사태를 해결하려고 하는 것을 싫어해서 성급하게 폭력과 직접행동에 호소하려고 하는 경향이 있다. 이는 단지 정치상의 위험을 초래할 뿐만 아니라 인격적 가치에 대한 위협이기도 하므로 본래의 지배적 권위의 소유자인 엘리트(選良)의 지배권을 회복하여 대중으로 하여금 그들의 지도에 따르도록 하는 것이 급선무라고 주장한다.

## 같이 보기
- 기술관료제